# Steve Hogarth
Steve Hogarth (nacido Ronald Stephen Hoggarth el 14 de mayo de 1956 en Kendal, Westmorland, Inglaterra), también conocido simplemente como h, es un cantante y compositor británico. Desde el año 1989 ha sido el vocalista principal, así como teclista y guitarrista ocasional, de la banda de rock británica Marillion. Hogarth fue anteriormente teclista y covocalista con The Europeans y vocalista con How We Live. Jeri Montesano de AllMusic escribió que "la singularidad de Hogarth es inconfundible", alabando su voz "única" y su "bella expresividad y fraseo".

## Primeros años
Hogarth nació en Kendal, en el sur del condado de Cumbria; hijo de un ingeniero de la marina mercante, fue educado en Doncaster desde los dos años de edad. Aun siendo niño se interesó por la música, y sus influencias más tempranas fueron The Beatles y The Kinks. Aprendió a tocar el piano de manera autodidacta y dejó la escuela a los 18 años de edad, tras lo cual pasó tres años estudiando para un grado en ingeniería eléctrica en la Trent Polytechnic. Durante esta época perteneció a una banda de música, Harlow, que tocaba en locales de trabajadores. Grabaron el sencillo "Harry de Mazzio" en la discográfica Pepper en 1978. La banda se disolvió en 1981 y Hogarth dejó su grado de ingeniería y se mudó a Londres con el objetivo de progresar en su carrera musical.

## Trayectoria
En Londres, después de responder a un anuncio en la prensa musical, Hogarth se unió a la banda Motion Pictures, que posteriormente cambiarían su nombre y se harían llamar The Europeans. A pesar de que en un principio entró en la banda simplemente como pianista, Hogarth acabó compartiendo el rol de vocalista con Ferg Harper. The Europeans, que tenían contrato con la compañía discográfica A&M Records, publicaron dos álbumes de estudio y uno en directo. En el primer álbum de estudio Hogarth cantaba un tema, pero en el segundo ya cantó cinco. 
En 1985, Hogarth y el guitarrista Colin Woore dejaron la banda para formar How We Live, dúo que firmó con Columbia Records. En 1987, después de algunos cambios de discográfica, el álbum debut de How We Live, titulado Dry Land, no tuvo éxito. Hogarth incluso consideró dejar la música profesionalmente y dedicarse a ser lechero o cartero. Sin embargo, una reunión con sus editores organizada por un amigo —Darryl Way, durante un tiempo miembro de Curved Air— le convenció para enviar una cinta a Marillion, que en ese momento se encontraban buscando un nuevo cantante tras la marcha de Fish a finales de 1988. 

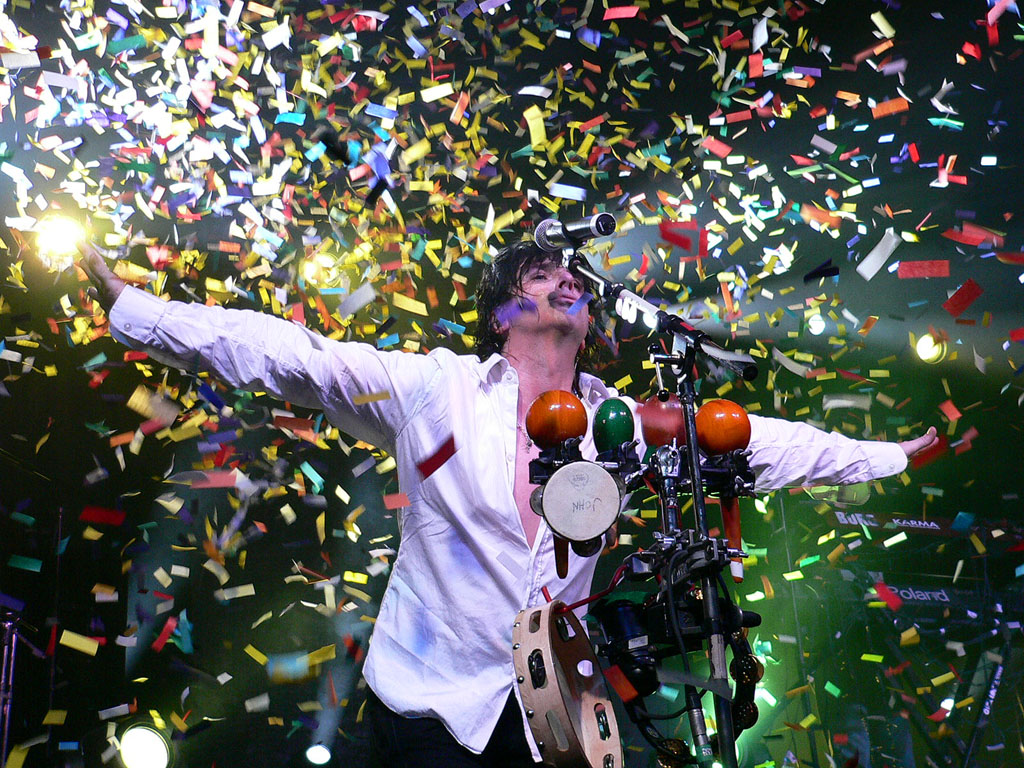
Hogarth con Marillion en directo en París en 2005.

Marillion escuchó la cinta y sus componentes se interesaron, por lo que concertaron una cita con Hogarth. Relatos posteriores de esta primera reunión cuentan que Hogarth apareció en casa de Pete Trewavas con sus maquetas en un cubo de plástico rojo y que la audición tuvo lugar en el garaje de la casa, ya que Trewavas tenía gatos y Hogarth es fuertemente alérgico a su pelo. Los miembros de Marillion quedaron sorprendidos por sus capacidades vocales; sin embargo Hogarth no se decidió inmediatamente y le llevó algo más de tiempo aceptar el puesto, ya que en ese momento también tenía pendiente una buena oferta para ir de gira como teclista por Estados Unidos con la banda The The. Finalmente se unió a Marillion, convencido por el hecho de que sería uno más en la banda y porque ese puesto de cantante podría acabar siendo permanente. El primer álbum de Hogarth con Marillion, Seasons End, era ya el quinto de la banda y fue publicado en septiembre de 1989. Desde aquel debut para el vocalista, Marillion ha grabado más de doce trabajos más con Hogarth a la voz.

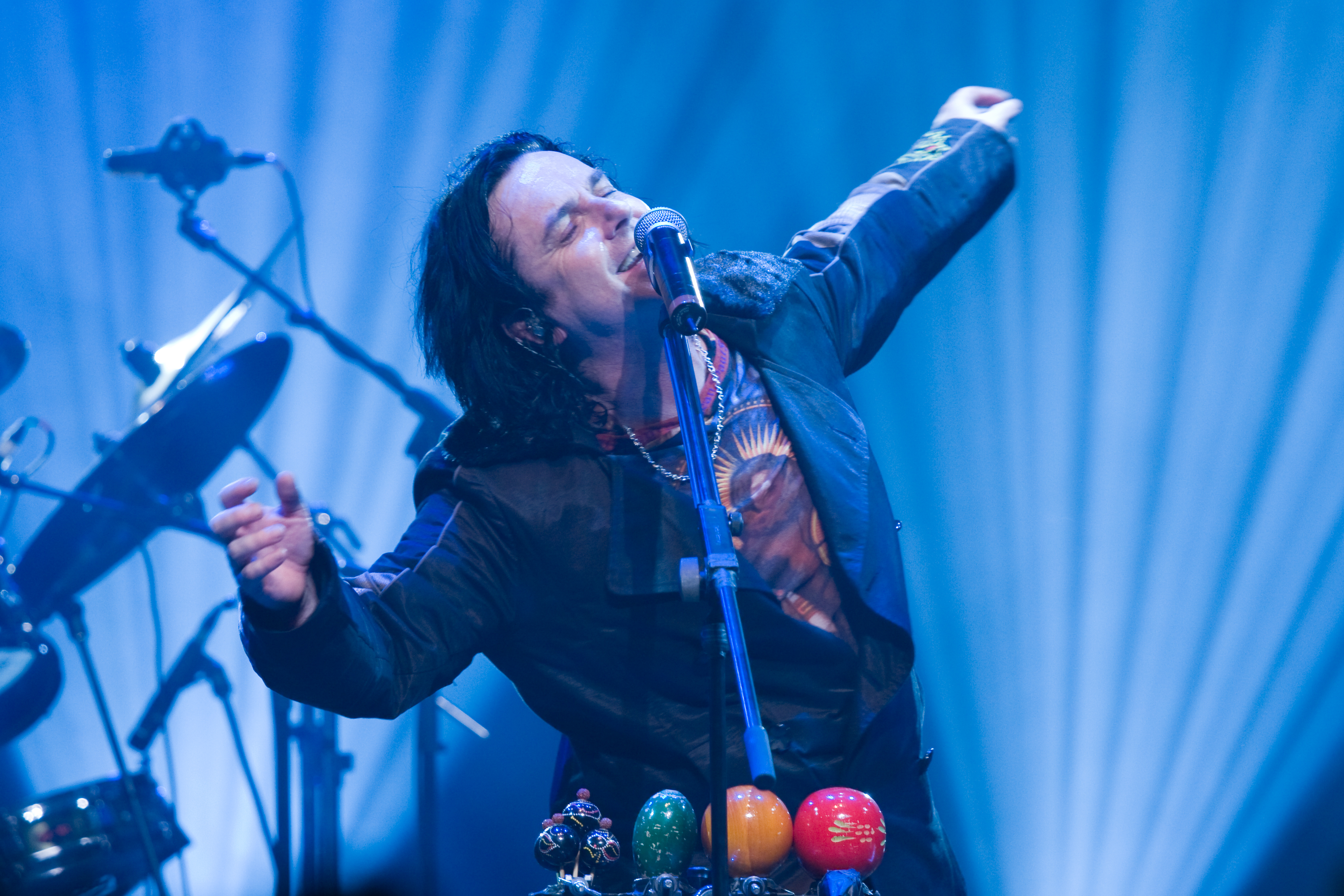
Steve Hogarth durante un concierto de Marillion en Montreal en 2009.

Asimismo, Hogarth publicó en solitario, bajo el nombre de h, el álbum Ice Cream Genius, que contaba con la participación de Richard Barbieri (miembro de Japan y Porcupine Tree), del exguitarrista de XTC Dave Gregory, del batería de Blondie Clem Burke, del bajista Chucho Merchán y del percusionista Luís Jardim. El proyecto paralelo de Steve Hogarth, The H-Band, ha tocado en directo por el Reino Unido y el resto de Europa con una gran variedad de músicos, como el guitarrista Aziz Ibrahim (The Stone Roses), el batería Andy Gangadeen (Massive Attack y The Bays), el músico de sesión Jingles como bajista, la chelista Stephanie Sobey-Jones y Dalbir Singh Rattan a las tablas. Con Barbieri y Gregory, esta formación grabó en 2001 un doble álbum titulado Live Spirit: Live Body, que fue lanzado en 2002. Hogarth se puso a trabajar en un segundo álbum en solitario a finales de 2004. En 2006, Hogarth fue de gira en solitario con h Natural, unas veinte fechas que eran publicitadas como veladas de música y conversación con Hogarth al piano, que leía algunos extractos de sus diarios personales. Estos espectáculos fueron mezclados y editados para su descarga —como un único paquete y por tiempo limitado— en la página web de Hogarth H-Tunes.
El 14 de mayo de 2010, Steve Hogarth actuó en el Relentless Garage de Londres para celebrar su cumpleaños y los dos días siguientes cantó en Liverpool y Sheffield. Además, coincidiendo con estos conciertos, se publicó un disco que incluía algunos de los mejores temas de sus actuaciones de h Natural y que fue denominada H Natural Selection. En 2012 Hogarth volvió a unirse con Richard Barbieri y juntos como dúo publicaron un nuevo trabajo titulado Not the weapon but the hand. Habían planeado varios conciertos para promocionar su trabajo, pero finalmente los cancelaron por razones económicas.
En 2014 se anunció que Hogarth publicaría dos volúmenes de diarios escritos entre 1991 y 2014. El primero de los tomos, The Invisible Man, comprendía el espacio temporal entre 1991 y 1997 y fue puesto a la venta en junio de 2014 por Miwk Publishing; el segundo tomo apareció en diciembre de 2014.
Hogarth ha citado a The Blue Nile, Paddy McAloon, Mike Scott, John Lennon, David Bowie y Joni Mitchell como inspiraciones profesionales, y mencionó a Peter Gabriel, Sting y Massive Attack como artistas con quienes le gustaría trabajar.

## Discografía

### En solitario
- 1997: Ice Cream Genius
- 1998: Ice Cream Genius (reedición)
- 2002: Live Spirit: Live Body
- 2010: H Natural Selection
- 2012: Not the weapon but the hand (con Richard Barbieri)
- 2013: Arc Light (con Richard Barbieri)

### Con Marillion (álbumes de estudio)
- Seasons End (1989)
- Holidays in Eden (1991)
- Brave (1994)
- Afraid of Sunlight (1995)
- This Strange Engine (1997)
- Radiation (1998)
- Marillion.com (1999)
- Anoraknophobia (2001)
- Marbles (2004)
- Somewhere Else (2007)
- Happiness is the Road (2008)
- Less is More (2009)
- Sounds That Can't Be Made (2012)
- F.E.A.R (2016)
- An Hour Before It's Dark (2022)

### Otros
The Europeans
- Vocabulary (1983)
- Live (1984)
- Recurring Dreams (1984)

How we live
- Dry land (1987)

### Colaboraciones
- 1982: All Balls & No Willy – John Otway (teclados)
- 1983: Once Bitten – Annabel Lamb (teclados)
- 1985: Domestic Harmony – Do-Ré-Mi (teclados)
- 1986: Infected – The The: (piano en "Heartland")
- 1987: Blue Yonder – Blue Yonder (coros)
- 1987: Saint Julian – Julian Cope (coros)
- 1988: Union – Toni Childs (teclados)
- 1990: "Sailing" – Rock Against Repatriation (voz)
- 1998: Ocean Songs – Chucho Merchan (voz)
- 1999: Five Years in a LIVETime - Dream Theater (teclados, voz)
- 1999: The Emperor Falls – John Wesley (coros)
- 2007: Systematic Chaos – Dream Theater (voz hablada)
- 2011: "Till Then We Wait" - Sun Domingo (voz)
- 2011: The Awakening - Edison's Children (voz)
- 2012: 'Paintings in Minor Lila' Egbert Derix (narración en "This Train Is My Life")
- 2014: Music For Trains - Peter Brown (voz hablada en "Houdini Highs")
- 2015: Gitanos Catalans: 20 Anys de Sabor de Gràcia - Sabor de Gràcia
- 2015: Please Come Home – Lonely Robot (piano y voz en "Why Do We Stay" y "Humans Being")
- 2017: Colours Not Found In Nature – Isildurs Bane & Steve Hogarth (voz)
- 2018: A Life in Yes: The Chris Squire Tribute – Steve Hogarth & Larry Fast (voz en "Hold Out Your Hand")
- 2018: Gleb Kolyadin – Gleb Kolyadin (voz y créditos en "Confluence" y "The Best of Days")
- 2019: Reimagines the Eighties – Trevor Horn featuring the Sarm Orchestra and Steve Hogarth (voz en "It's Different for Girls")